# Per fortuna c'è un ladro in famiglia
Per fortuna c'è un ladro in famiglia (Max Dugan Returns) è un film del 1983 diretto da Herbert Ross.

## Trama
Un padre di ritorno dopo lunga assenza cerca di riconquistare l'affetto della figlia con ricchi regali ottenuti con mezzi non proprio legali.

## Distribuzione
Le date di uscita internazionali sono state:
- 25 marzo 1983 negli Stati Uniti
- 30 giugno 1983 in Australia
- 7 ottobre 1983 in Finlandia (Pimeää rahaa)
- 26 dicembre 1983 in Danimarca (Max Dugan gør livet lettere)
- 15 gennaio 1984 in Giappone
- 3 febbraio 1984 in Svezia (Massor av dollar)
- 1º giugno 1984 in Portogallo (O Regresso do Aventureiro)

## Accoglienza
Su Rotten Tomatoes, il 71% delle recensioni di 14 critici è positivo, con una valutazione media di 6,6/10.